# Rue Saint-Hospice
La rue Saint-Hospice est une voie publique de Nice (Alpes-Maritimes, Provence-Alpes-Côte d'Azur)

## Situation et accès
Située dans le Vieux-Nice ; son code postal est 06300.
Elle va de la rue de la Providence (n° 9) à la ruelle Saint-François.

## Origine du nom
Cette voie porte le nom de saint Hospice un ermite qui vécut au VIe siècle et mourut vers 580 et s’était établi sur le cap Ferrat (commune actuelle de Saint-Jean-Cap-Ferrat).

## Historique
En langue niçoise, c’est la carriera San Souspir.

## Bâtiments remarquables et lieux de mémoire

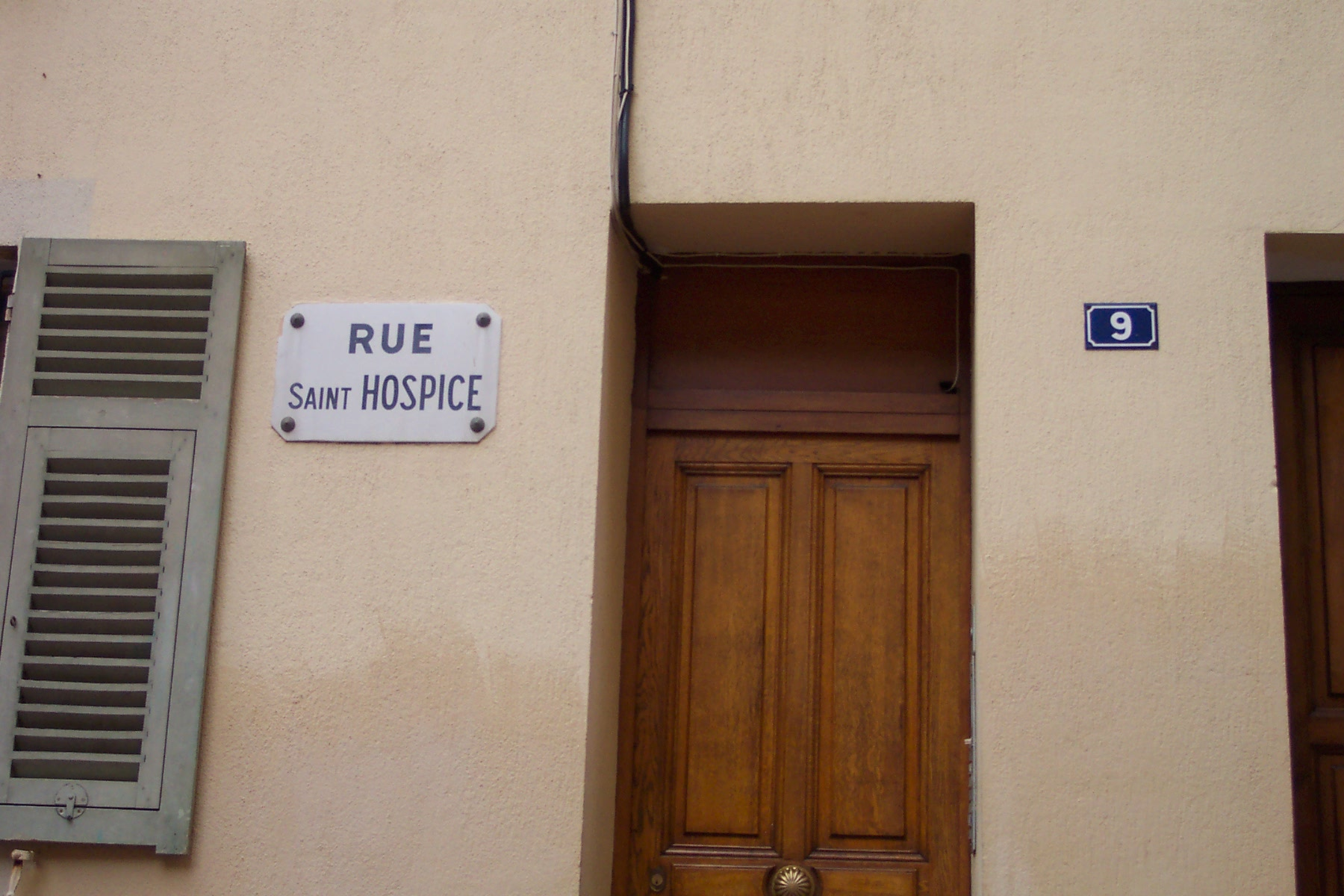
Plaque de rue (au n° 9)
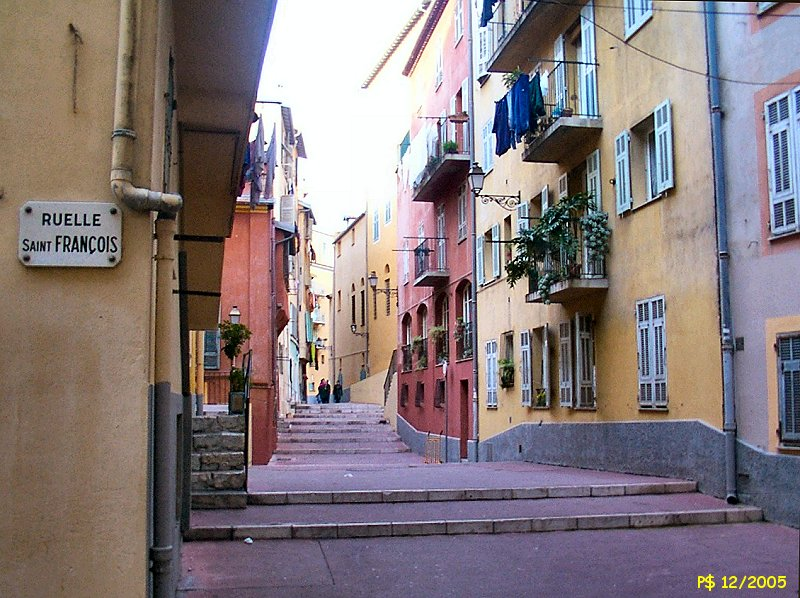
Côté de la ruelle Saint-François
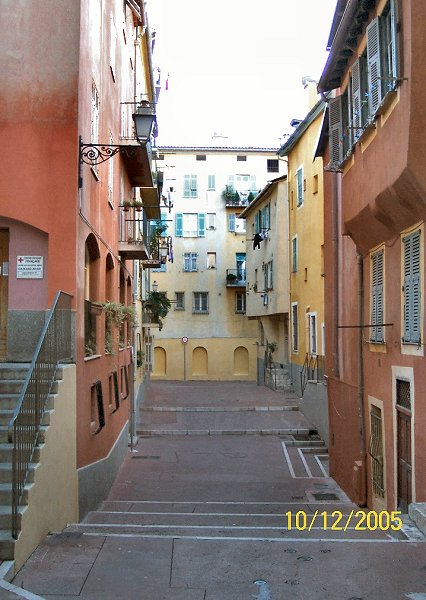
Escaliers
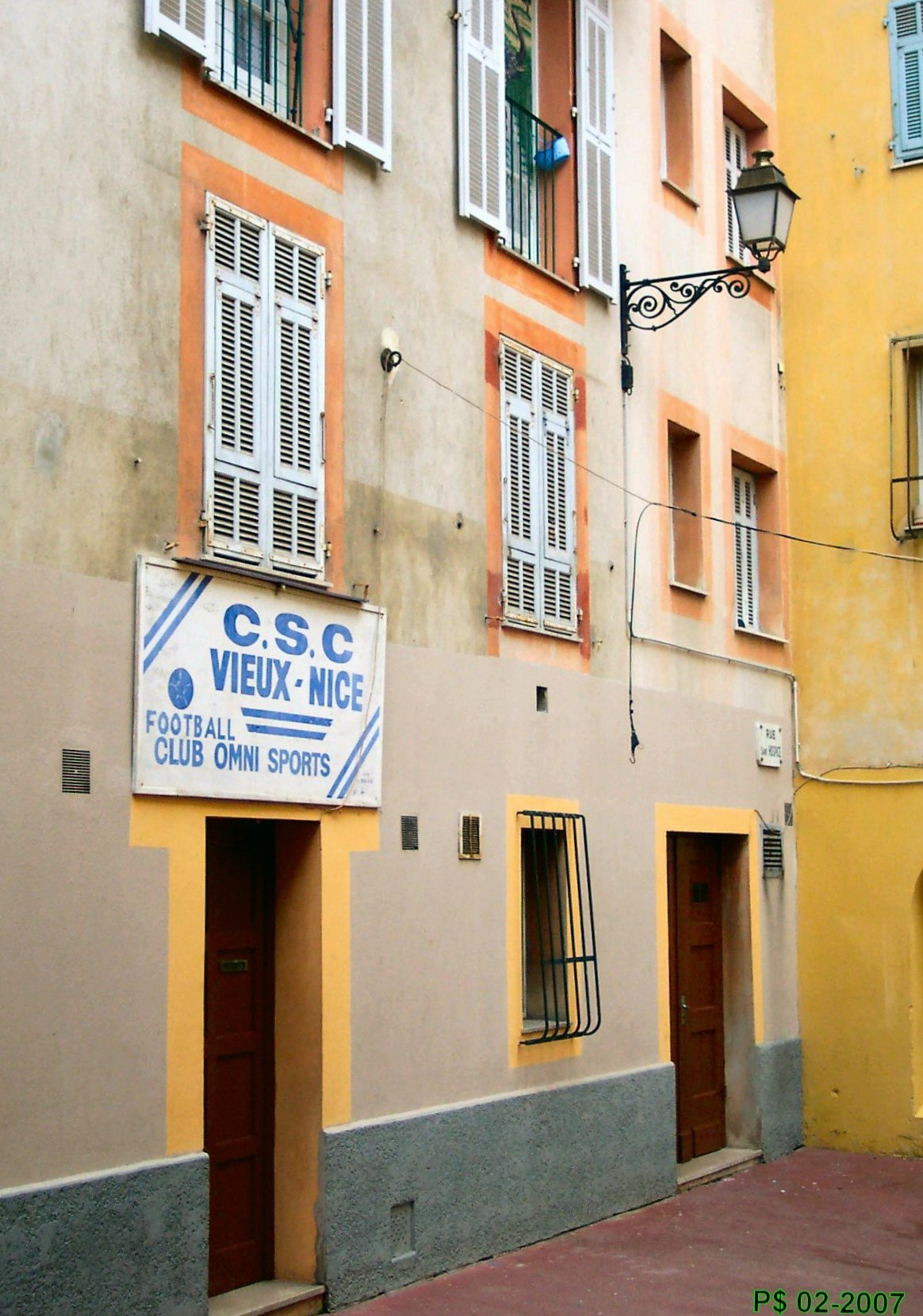
Entrée du club de football
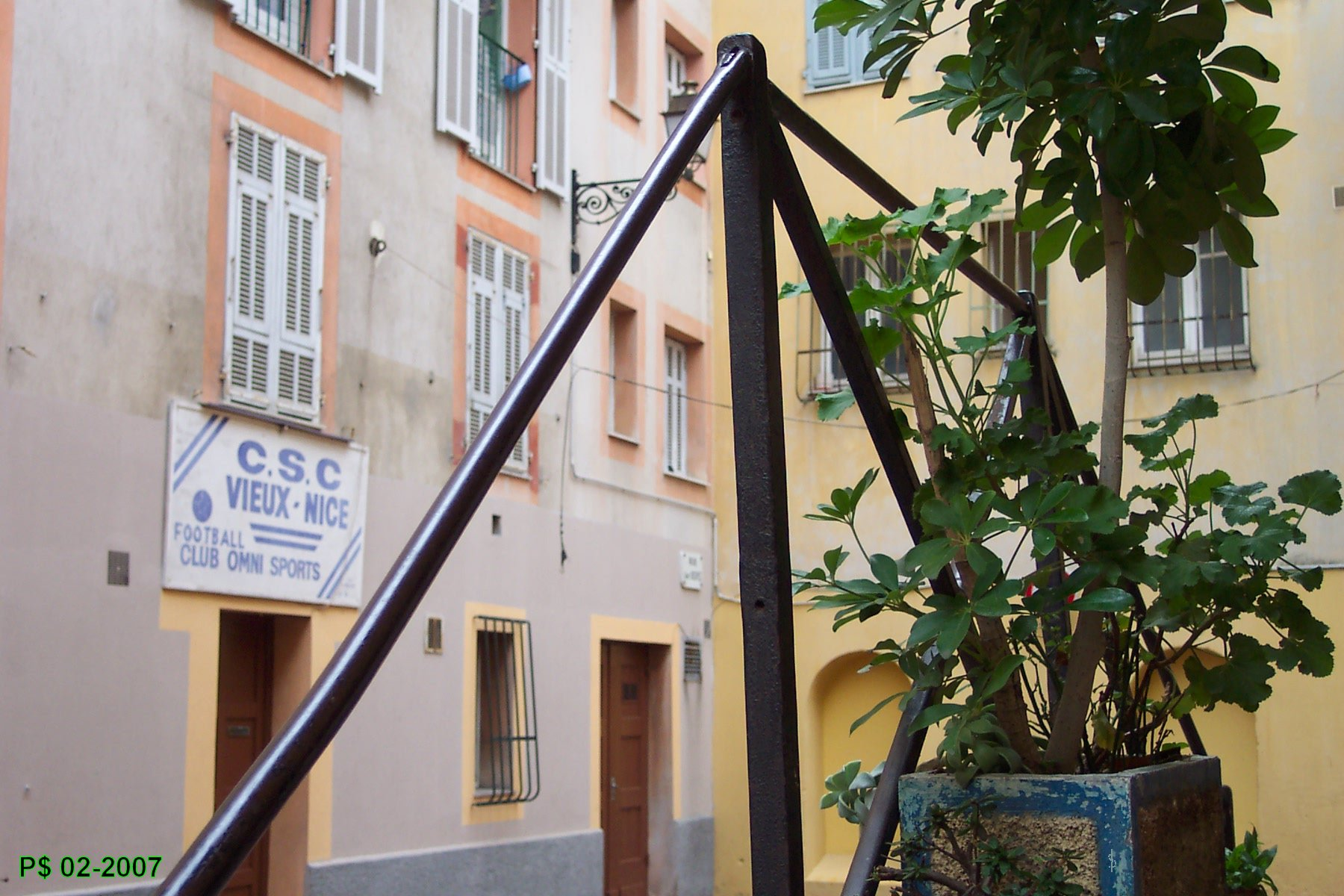
Un peu de verdure